# Olievo-Korolivka, Horodenka
Olievo-Korolivka (în ucraineană Олієво-Королівка) este localitatea de reședință a comunei Olievo-Korolivka din raionul Horodenka, regiunea Ivano-Frankivsk, Ucraina.

## Demografie
Componența lingvistică a localității Olievo-Korolivka
     Ucraineană (99,91%)
     Alte limbi (0,09%)
Conform recensământului din 2001, majoritatea populației localității Olievo-Korolivka era vorbitoare de ucraineană (99,91%), existând în minoritate și vorbitori de alte limbi.